# Цесевич Володимир Платонович
Володи́мир Плато́нович Цесе́вич (11 жовтня 1907, Київ — 28 жовтня 1983, Одеса) — український та радянський астроном, дослідник змінних зір, член-кореспондент АН УРСР, директор Таджицької астрономічної обсерваторії (1933–1937), Головної астрономічної обсерваторії АН УРСР (1948– 1951) та Одеської астрономічної обсерваторії (1944–1983), завідував кафедри астрономії Одеського університету. 
Син оперного співака П. І. Цесевича. Перші роки жив в Києві й Одесі. Після розлучення батьків і початку Першої Світової війни переїхав з матір'ю в Петроград. Там закінчив школу (1922), Ленінградський університет (1927) й аспірантуру при ньому (1931). У 1931 році заарештований радянською владою, але за 3 місяці звільнений. У 1930-х роках працював у Пулковській обсерваторії, викладав в Ленінградському університеті, був директором Таджицької астрономічної обсерваторії (1934—1937). У 1942 з блокадного Ленінграда евакуювався в Туркменістан, де став викладати в евакуйованих на час війни одеських вишах. У 1944 повернувся з евакуації в Одесу, де став директором Одеської обсерваторії та професором Одеського університету. У 1948–1951 роках за сумісництвом був директором Головної астрономічної обсерваторії в Києві.
Досліджував змінні зорі, зокрема, затемнювані змінні зорі, цефеїди, зорі типу RR Ліри. Самостійно виконав дуже багато вимірювань блиску змінних зір. Також проводив піонерські дослідження зміни блиску штучних супутників Землі та астероїдів. Написав кілька фундаментальних монографій про змінні зорі, а також багато науково-популярних книг з астрономії. Є засновником наукової школи дослідників змінних зір в Одесі й Києві.

## Життєпис

### Дитинство й освіта

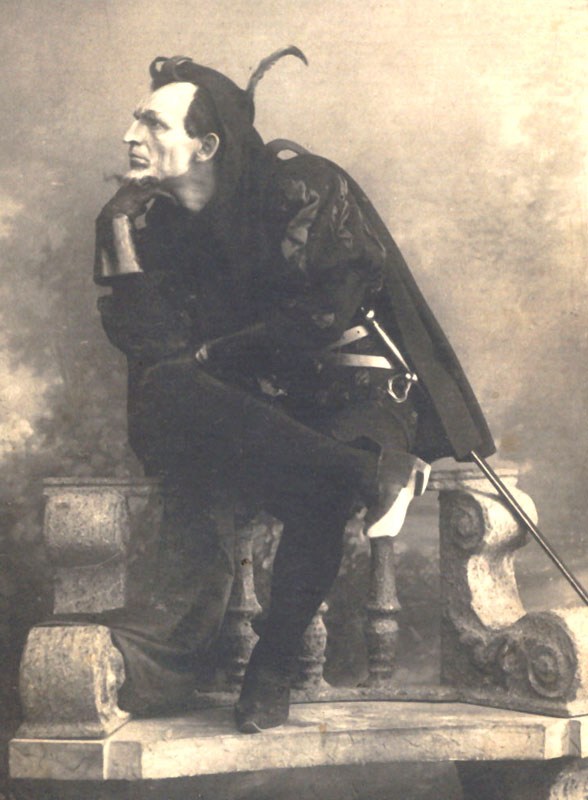
Батько астронома Платон Цесевич у ролі Мефістофеля

Народився 11 жовтня 1907 року в Києві. Його батько Платон Іванович Цесевич (1879—1958) був знаменитим оперним співаком, басом, а мати Єлизавета Олександрівна Цесевич була педагогинею й також брала участь у концертній діяльності. Мати приїхала з Санкт-Петербурга, а батько народився в Білорусі й походив з родини чеських емігрантів з прізвищем Тсісевіч. До 7 років Володимир жив в Одесі і Києві, куди родину привело гастрольне життя батька. До 1914 року його батьки розлучилось, і на початку Першої Світової війни Володимир переїхав з матір'ю в її рідний Петроград (до 1914 місто називалось Санкт-Петербург, після 1924 — Ленінград).
Почав навчатися ще в Одесі. Потім вчився в Петрограді у реальному училищі, яке після революції стало Єдиною трудовою середньою школою № 23. В дитинстві Цесевич також здобув гарну музичну освіту, добре грав на роялі, любив виконувати твори Бетховена й Шопена.
6 лютого 1921 року 13-річний Цесевич відвідав публічну лекцію В. І. Прянишникова «Про природу кілець Сатурна», прочитану від імені Російського товариства любителів світознавства в Палаці Праці в Петрограді. Цесевич тут же записався в гурток молодих світознавців, організований з ініціативи В. В. Шаронова. Цесевич був одним із найактівнішіх учнів гуртка, а в 1922 році виконав тут свої перші наукові дослідження змінних зір.
1922 року Цесевич закінчив школу й у віці 14 років поступив на фізико-математичний факультет Петроградського державного університету (від 1922 — Ленінградський державний університет, нині — Санкт-Петербурзький державний університет). Від 1922 року Цесевич проводив регулярні астрономічні спостереження в Обсерваторії Товариства любителів світознавства, а 1927 року перебазувався у Пулковську обсерваторію. Школярем, а потім студентом продовжував відвідувати Одесу, в тому числі, для спостережень змінних зір. 1922 року С. Селіванов вже використав спостереження Цесевича в своїй статті а про змінну μ Цефея на сторінках «Астрономічного бюлетеня», 1924 року Цесевич вже сам опублікував 10 праць у німецькому журналі «Astronomische Nachrichten», а всього за час навчання в університеті Цесевич надрукував аж 42 статті. 1927 року він закінчив університет і залишився там в аспірантурі.

### Початок наукової кар'єри: Ленінград і Таджикистан
Від 1927 до 1931 року навчався в аспірантурі Ленінградського державного університету під керівництвом астрофізика Гавриїла Тихова. За цей час надрукував багато статей і заміток, здебільшого у французьких і німецьких журналах.
Навесні 1931 року був заарештований ОДПУ за його участь в роботі Російського товариства любителів світознавства, яке радянська влада тоді оголосила контрреволюційним угрупованням. Цесевичу ставили в провину навіть те, що він публікувався в німецьких журналах. Він перебував під слідством три місяці. Потім його звільнили за відсутністю складу злочину.
Закінчивши аспірантуру 1931 року, до 1933 року працював у Пулковській обсерваторії та викладав астрономію й математику в Ленінградському університеті й інших вишах — Інституті інженерів залізничного транспорту, Інституті точної механіки та оптики, Військово-технічної академії. 1931 або 1932 року Цесевич і Б. В. Окунев створили так звану «Службу анталголей» для систематичних спостережень змінних зір типу RR Ліри. 1932 році на генеральній асамблеї Міжнародного астрономічного союзу в Парижі Цесевича обрали членом цієї організації.
1933 року Цесевича відрядили до Таджикистану, у Сталінабад (нині Душанбе), де він допомагав заснувати Таджицьку астрономічну обсерваторію (нині — Інститут астрофізики АН Таджикистану). У 1934—1937 роках він був директором цієї обсерваторії. У травні 1936 року вчена рада Ленінградського державного університету за сукупністю робіт без захисту дисертації присвоїла Цесевичу вчений ступінь кандидата фізико-математичних наук. Також вища атестаційна комісія Народного комісаріату освіти Таджицької РСР присвоїла йому звання професора.
В квітні 1937 року повернувся в Ленінград. Працював старшим науковим співробітником Астрономічного інституту й професором Педагогічного інституту ім. М. М. Покровського.
На початку Німецько-радянської війни залишався в Ленінграді. У блокадну зиму 1941—1942 років від бомби загинула його дочка Марія. (Пізніше Цесевич присвятив їй книгу "Що і як спостерігати на небі".) У 1942 року Цесевича в стані глибокої дистрофії разом з матір'ю і дружиною вивезли з Ленінграда по льоду Ладозького озера й відправили в евакуацію в Сталінабад. По дорозі родина Цесевичів забрала до себе дочку незнайомої евакуйованої жінки, яка померла у них на очах. Так у Цесевича з'явилась прийомна дочка Регіна Володимирівна Цесевич. 
У Сталінабаді в листопаді 1942 року Цесевич обійняв посаду професора математики й механіки в Одеському технологічному інституті, який в той час працював в евакуації в Сталінабаді. Одночасно Цесевич викладав у Сталінабадському педагогічному інституті. За відмінну роботу з підготовки кадрів і громадську роботу був нагороджений почесною грамотою верховної ради Таджицької РСР. 1944 року в Казанському університеті захистив докторську дисертацію «Про методи визначення орбіт зір типу Алголя».

### Керівництво Одеською обсерваторією й ГАО
В жовтні 1944 року повернувся з евакуації в Одесу, де його призначили директором Одеської обсерваторії та професором Одеського університету. У наступні роки він читав лекції з багатьох фізичних і математичних предметів і в Одеському університеті, і в кількох інших вищих навчальних закладах Одеси, зокрема в Одеському вищому морехідному училищі. В 1948 році обраний членом-кореспондентом Академії наук УРСР.
Від грудня 1948 по травень 1951 року Цесевич також за сумісництвом у очолював Головну астрономічну обсерваторію (ГАО) АН УРСР в Києві. На цю посаду рекомендував його засновник і перший директор обсерваторії академік Олександр Якович Орлов, коли вирішив піти у відставку. Цесевич погодився, але не зміг залишити свою роботу в Одесі. Жив у Києві, але постійно літав в Одесу, щоб читати там лекції та перевіряти роботу обсерваторії. В ГАО Цесевич ініціював астрофізичні дослідження, керував укладанням каталогу слабких зір, брав участь у розробці проєктів астрономічних споруд. 10 травня 1951 року через урядову постанову про заборону сумісництва посад Цесевич пішов з посади директора ГАО, але зберіг міцні зв'язки з обсерваторією: залишався членом Вченої ради ГАО, керував аспірантами, виробляв в Одесі астрономічні прилади для ГАО.
1951 року був повторно атестований на звання професора у вищій атестаційній комісії СРСР. 1956 року під керівництвом Цесевича Одеська обсерваторія розпочала будівництво заміських спостережних станцій Крижанівка та Маяки. Створив в Одеській обсерваторії оптичну лабораторію й налагодив виробництво телескопів, й очолюваний ним відділ астрофізичного приладобудування у 1970-ті роки входив як відокремлене дослідне виробництво до складу ГАО. За аналогією зі знаменитою фірмою «Карл Цейс» одеське виробництво телескопів жартома називали на честь засновника фірмою «Цейсевич». Керував будівництвом в Одесі радіотелескопа «УРАН-4», який був завершений 1981 року. Заснував в Одесі науковий журнал «Известия астрономичекской обсерватории ОГУ», нащадком якого є сучасний журнал «Odessa Astronomical Publications». Їздив у відрядження в США до Гарвардської обсерваторії, звідки привіз фотопомножувач RCA-7102, який дозволив проводити спектрофотометричні дослідження в ближньому інфрачервоному діапазоні. Кілька років очолював одеське обласне відділення товариства «Знання» України.
Від 1962 року був головою Секції астрономії науково-технічної ради при Міністерстві вищої і середньої спеціальної освіти УРСР (Мінвузі). Також працював віцепрезидентом Ради директорів астрономічних установ Української РСР. Від жовтня 1978 року був координатором від Мінвузу зі створення радіоінтерферометра «УРАН», а в 1979 році очолював групу з вибору місця для сонячного телескопа міжвузівської обсерваторії.
Помер в Одесі 28 жовтня 1983 року. Похований на Другому Християнському кладовищі.

## Наукові результати

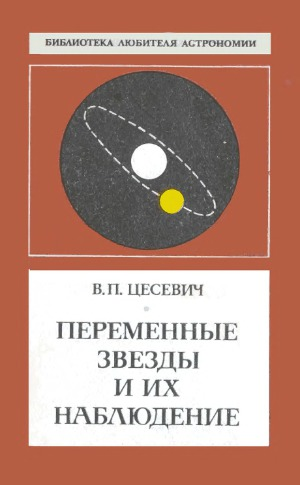
Обкладинка книги «Змінні зорі і їх спостереження»

Основні праці присвячені дослідженням змінних зір. Спостерігав їх протягом понад 60 років, від 1922 року, виконав близько 200 тисяч візуальних оцінок блиску змінних зір різних типів, а також велику кількість оцінок блиску по фотопластинках. У 1931 році разом із Б. В. Окуневим організував службу регулярних спостережень зір типу RR Ліри, яка працювала все його життя. На підставі досліджень зір типу RR Ліри вивчив у них ефект Блажко та встановив зв'язок між характером змін їхніх періодів та просторово-кінематичними характеристиками. Виконав ряд досліджень зір типу RV Тельця та цефеїд, вимірював їхні періоди та криві блиску.
Багато досліджував затемнювані змінні зорі. Удосконалив методи визначення елементів їхніх орбіт та інших характеристик за кривими блиску (запропонував метод диференціальних поправок), розробив метод розрахунку кільцеподібності затемнень. У 1939—1940 роках опублікував таблиці спеціальних функцій для розрахунку кривих блиску для різних видів затемнень. Ці таблиці Цесевича залишались неперевершеними за точністю протягом кількох десятиліть. Провів спостереження великої кількості затемнюваних систем та визначив їх елементи орбіт.
Окрім спостережень змінних зір, одним із перших почав спостерігати зміни блиску штучних супутників Землі, а також зміни блиску астероїда Ерос і побудував теорію його змінності. Звернув увагу на можливість застосування результатів спостережень штучних супутників Землі для досліджень верхніх шарів земної атмосфери.
Організував в Україні та Таджикистані систематичне фотографування неба за допомогою багатокамерних короткофокусних астрографів. У 1957 організував спостереження метеорів за програмою Міжнародного геофізичного року. Спільно із Юхимом Крамером ініціював створення Всесоюзної служби болідів.

## Особисте життя
1929 року одружився з Ангеліною Яківною Безруковою. 1934 року розлучився з нею. Вдруге одружився з Євгенією Павлівною Гур'євою.

## Праці

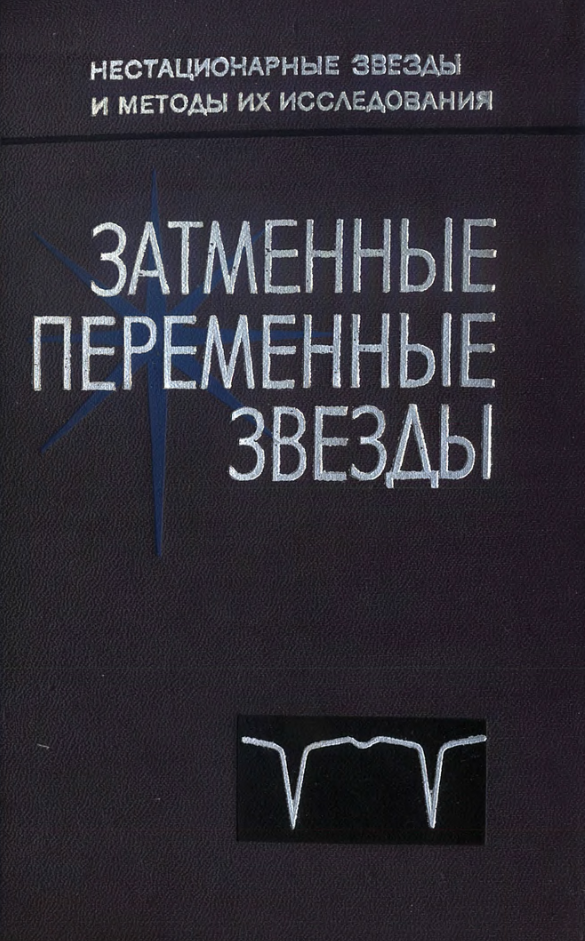
Обкладинка книги «Затемнювані змінні зорі»

### Наукові книги й монографії
- Цесевич В. П. Переменные звезды и их значение для изучения Вселенной. — Киев : Издательство АН УССР, 1949. — 8000 прим.
- Цесевич В. П. Переменные звезды и способы их исследования. — Москва : Педагогика, 1969. — 240 с. — 27000 прим.
- Затменные переменные звезды / Цесевич В. П. (ред.). — Москва : Наука, 1971. — 352 с. — 1650 прим.
- Цесевич В. П. Звёзды типа RW Возничего. Фотографические наблюдения блеска. — Київ : Наукова думка, 1973. — 700 прим.
- Цесевич В. П. Исследования переменных звезд в избранных областях Млечного Пути. — Киев : Наукова думка, 1976. — 255 с. — 1000 прим.

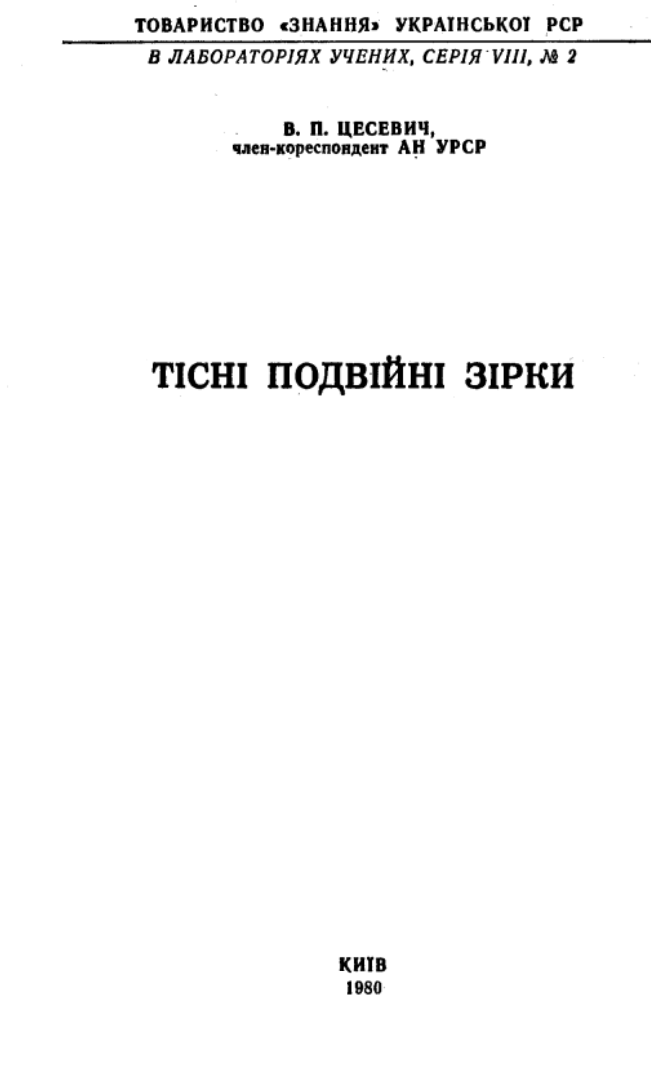
Форзац науково-популярної книги «Тісні подвійні зірки»

- Цесевич В. П. Исследования переменных звезд в созвездиях Орла, Лебедя, Лиры и Лисички. — Киев : Наукова думка, 1978. — 224 с. — 1250 прим.

### Науково-популярні книги
- Цесевич В. Бесіди про Всесвіт. — Київ : Молодь, 1953. — 75000 прим.
- Цесевич В. П. Есть ли жизнь на других планетах. — Москва : Государственное издательство технической литературы, 1956. — 100000 прим.
- Цесевич В. П. Підкорення космосу. — Одеса : Одеське книжкове видавництво, 1959. — 72 с.
- Цесевич В. П. Прогулка по звёздному небу. — Киев : Наукова думка, 1965. — 25000 прим.
- Цесевич В. П. Маяки Всесвіту. — Київ : Наукова думка, 1966.
- Цесевич В. П. А. М. Ляпунов. — Москва : Знание, 1970. — 43200 прим.
- Цесевич В. П. Переменные звёзды и их наблюдение. — Москва : Наука, 1980. — 176 с. — 60000 прим.
- Цесевич В. П. Тісні подвійні зірки. — Київ : Товариство «Знання» Української РСР, 1980. — 48 с. — (В лабораторіях учених, серія VIII, № 2) — 10202 прим.
- Цесевич В. П. Что и как наблюдать на небе. — 6-е издание, переработанное. — Москва : Главная редакция физико-математической литературы, 1984. — 304 с. — 120000 прим.

## Відзнаки
- Трудового Червоного Прапора (1957)[19].
- Орден Леніна (1967)[19].
- Почесна грамота Президії Верховної Ради УРСР[1].
- Заслужений діяч науки УРСР (1964)[1]

## Вшанування пам'яті
- Меморіальна дошка на головній будівлі Одеської астрономічної обсерваторії (1990)[4]
- Його ім'ям названо астероїд 2498 Цесевич[20].
- Меморіальна дошка на будівлі Одеського національного університету імені І. І. Мечнікова (2006)[21].
- Гамовська конференція 2007 року була присвячена 100-річчю[22], а Гамовська конференція 2017 року - 110-річчю від дня народження Цесевича. Цесевичу було присвячено спеціальну сесію на конференції[23].
- Меморіальна дошка на будівлі Головної астрономічної обсерваторії (2017)[24].
- На початку 2025 року в межах дерусифікації 5-у Суворівську вулицю в Одесі перейменували на вулицю Цесевича[25][26].